# A Family Mixup
A Family Mixup è un cortometraggio muto del 1912 diretto da Mack Sennett.

## Produzione
Il film fu prodotto da Mack Sennett per la Keystone Film Company

## Distribuzione
Il film uscì nelle sale cinematografiche USA il 9 dicembre 1912, distribuito dalla Mutual Film. Veniva proiettato in split reel insieme a un altro cortometraggio di Sennett, A Midnight Elopement.